# بنز ویکتوریا
بنز ویکتوریا یک خودروی قدیمی مرسدس بنز بود که از سال ۱۸۹۳ تا ۱۸۹۸ تولید شد. ویکتوریا یک فایتون دو نفره بود.

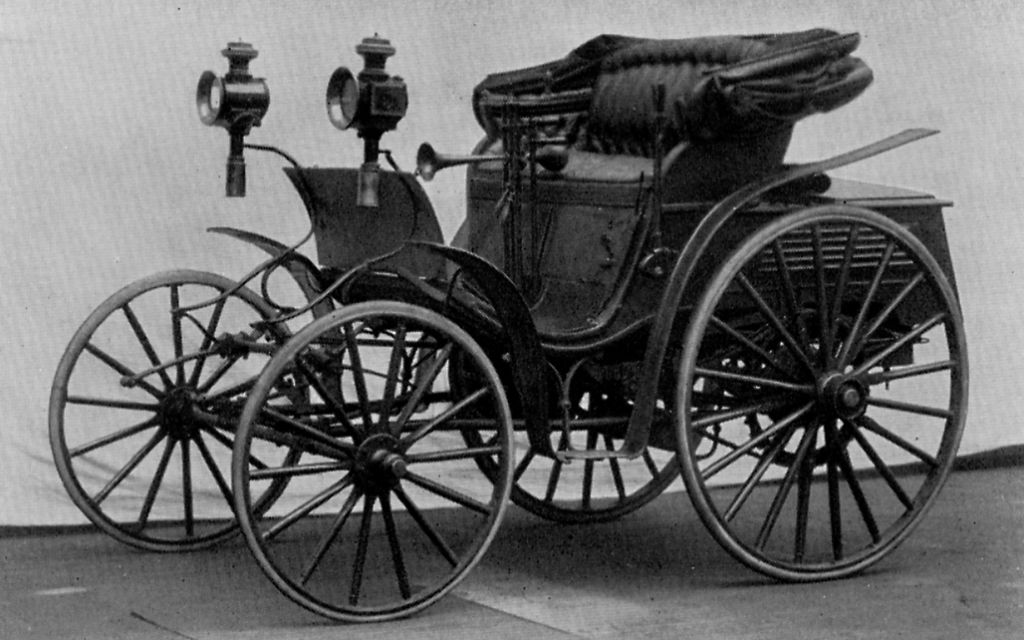
بنز ویکتوریا

این خودرو دارای چرخ‌های چوبی متخلخل و محورهای صلب بیضوی بود. نیروی موتور از طریق یک گیربکس تسمه تخت دو زنجیره ای و زنجیر به چرخ‌های عقب منتقل می‌شود.